# Banijas
Banijas (arab. ‏بانياس‎, łac. Balanaea) – miasto w zachodniej Syrii w muhafazie Tartus, siedziba dystryktu Banijas.
Leży nad Morzem Śródziemnym. Zamieszkuje je około 40 tys. mieszkańców.
W mieście znajduje się rafineria. Prowadzi do niej rurociąg naftowy z północnego Iraku (Kurdystan) ze złóż w okolicach miasta Kirkuk.

## Historia
Miejscowość powstała w starożytności, założona przez Fenicjan z Arwadu. Następnie należała do rzymskiej prowincji Syria Secunda.
W XII wieku w pobliżu powstał zamek krzyżowców. Jeszcze na początku XX wieku miejscowość była zamieszkana w większości przez maronitów i niekatolickich chrześcijan.